# جيم دوبسون
جيم دوبسون هو لاعب هوكي جليد كندي، ولد في 29 فبراير 1960 في وينيبيغ في كندا.

## وصلات خارجية
- جيم دوبسون على موقع دوري الهوكي الوطني (الإنجليزية)
- جيم دوبسون على موقع قاعة مشاهير الهوكي (لاعب أن.إتش.أل) (الإنجليزية)
- جيم دوبسون على موقع EliteProspects.com (الإنجليزية)
- جيم دوبسون على موقع HockeyDB.com (الإنجليزية)
- جيم دوبسون على موقع Hockey-Reference.com (الإنجليزية)